# Старе Ратово (Польща)
Старе Ратово (пол. Stare Ratowo) — село в Польщі, у гміні Снядово Ломжинського повіту Підляського воєводства.
Населення — 253 особи (2011).
У 1975-1998 роках село належало до Ломжинського воєводства.

## Демографія
Демографічна структура станом на 31 березня 2011 року:
|          | Загалом | Допрацездатний вік | Працездатний вік | Постпрацездатний вік |
| -------- | ------- | ------------------ | ---------------- | -------------------- |
| Чоловіки | 119     | 31                 | 75               | 13                   |
| Жінки    | 134     | 40                 | 71               | 23                   |
| Разом    | 253     | 71                 | 146              | 36                   |